# Sint-Jozefkerk (Asten)
De Sint-Jozefkerk was een parochiekerk in de Nederlandse plaats Asten, gelegen aan Lienderweg 53.
De kerk, in modernistische stijl, werd gebouwd in 1972, naar ontwerp van gebr. de Vries. Voor die tijd was er een noodkerk, die van 1967-1972 in gebruik was.
De definitieve kerk was een doosvormig gebouw met een losstaande open klokkentoren, met baksteen als belangrijkste materiaal.
In 2006 werd de kerk onttrokken aan de eredienst. Het gebouw werd eigendom van een woningbouwvereniging en werd tijdelijk in gebruik genomen door de kunstleenotheek. In 2015 werd de voormalige kerk geïntegreerd in het naastgelegen gemeenschapshuis.